# We Are The Monsters
We Are The Monsters é o segundo álbum da banda brasileira de rock The Knutz. O disco foi lançado no dia 31 de outubro de 2015  .

## Formatos
O álbum foi inicialmente lançado em uma edição de luxo (e limitada) no formato de um box (caixa personalizada) que contém um pendrive em forma de esqueleto com as músicas, o encarte impresso e um adesivo do logotipo da banda.
We Are The Monsters também pode ser encontrado nos formatos convencionais de CD e download digital.

## Faixas
1. Where The Souls Dance Free
2. We Are The Monsters
3. Lady Shadow
4. BBBatz
5. Bubbles Of My Bubblegun
6. Living in a Nightmare
7. Right Or Wrong
8. To Feel Is Like To Touch
9. Apple Sour Girl
10. Crossing The Ocean
11. Lovers
12. Time To Time

## Créditos
- The Knutz: Daniel Abud (guitarra / voz), Tiago Abud  (baixo / segunda voz),  Airton Silva (bateria), César Salomão (teclados / segunda voz).
- Masterizado no Estúdio Pombo por Felipe Marques.
- Gravado e mixado no Tomba Records por Bruno Marcus.
- Fotos de João Arthur Souza.
- Design do encarte por Christiano Mere.
- Direção e arranjo das vozes por Luciana Lazulli.
- Agradecimento especial à Ludmilla Houben vocais gravados em Lady Shadow; ao Flávio Freitas pelos vocais gravados em We Are The Monsters, BBBatz e Lovers; ao Mario Travassos pelo piano rítmico gravado em BBBatz; e aos demais que contribuíram para a realização deste álbum.
- Todas as músicas e letras são de autoria da banda The Knutz.

## Videografia
- We Are The Monsters
- BBBatz

“Lady Shadow”